# 10785 Dejaiffe
10785 Dejaiffe eller 1991 RD12 är en asteroid i huvudbältet som upptäcktes den 4 september 1991 av den belgiske astronomen Eric W. Elst vid La Silla-observatoriet. Den är uppkallad efter den belgiske astronomen René Dejaiffe.
Asteroiden har en diameter på ungefär 4 kilometer.